# کاستریکوم
کاستریکوم (به هلندی: Castricum) یک منطقهٔ مسکونی در هلند است که در هلند شمالی واقع شده‌است. کاستریکوم ۰ متر بالاتر از سطح دریا واقع شده‌است.

## خواهرخوانده
شهر بالاتنفورد خواهرخواندهٔ کاستریکوم هست.